# Nacho Criado
Nacho Criado   (Mengíbar, 1943 - Madrid, 9 d'abril de 2010) va ser un escultor i artista experimental espanyol. Va estudiar arquitectura a Madrid i posteriorment va estudiar Ciències Socials a Barcelona, tornant a la capital d'Espanya en 1969. La seva obra s'emmarca dins del minimalisme amb treballs sobre fusta i ferro, encara que en la dècada del 1970 va explorar l'art natura i l'art conceptual.